# 南部行信
南部 行信（なんぶ ゆきのぶ）は、江戸時代前期から中期にかけての大名。陸奥国盛岡藩の第4代藩主。官位は従四位下・信濃守。

## 経歴
寛永19年（1642年）8月17日、第3代藩主・南部重信の長男として盛岡にて誕生。寛文6年（1664年）4月28日に4代将軍・徳川家綱に御目見する。同年12月28日に従五位下、信濃守に叙位・任官する。元禄5年（1692年）6月27日、重信の隠居により51歳で家督を継ぐ。元禄7年（1694年）8月21日、弟・政信に新田5000石、弟・勝信に新田3000石を分け与え、各々旗本に列する。元禄12年（1699年）12月18日、従四位下に昇進する。
行信が藩主となった頃には、鹿角金山を始めとする盛岡藩内における産金の減少、元禄7年（1694年）の大凶作から元禄8年（1695年）の大飢饉と、連年のように凶作が続いて4万人の餓死者を出すなど、藩財政が著しく悪化した。このため、新田開発の奨励、倹約の徹底、検見制廃止による税制改革、軍馬飼育義務の免除など様々な財政改革を試みるが効果はなく、元禄15年（1702年）には2万6000人の餓死者を出すに至った。
このため、行信は次第に藩政に対する関心を失った。儒教に盲信の域まで傾倒し、早世した長男・実信の葬儀は仏式を廃して儒式で行い、江戸で落書のネタにされたという。このために儒臣が権勢を握り、代わって嗣子となった信恩を廃嫡しようとまでしている。
また武芸では砲術に長けており、数流派を合わせて心的妙化流を開き、5代将軍・徳川綱吉の前で披露したこともあったという。この他馬術でも行信流を開いた。
元禄15年（1702年）10月11日、父の後を追うように盛岡で死去した。享年61。跡を三男の信恩が継いだ。

## 系譜
- 父：南部重信（1616年 - 1702年）
- 母：大智院 - 玉山六兵衛秀久の娘
- 正室：熊姫、清浄院 - 毛利光広の娘
  - 次男：南部実信（1676年 - 1700年）
  - 女子：青山幸督正室
  - 女子：南部直政正室
  - 五女：幕子 - 毛利高久正室、後に小出重興継室
- 側室：広照院 - 中里半兵衛の娘
  - 女子：牧野英成正室
- 側室：由利子（心光院） - 岩間政次の娘
  - 四男：南部利幹（1689年 - 1725年）
- 側室：慈恩院 - 岩井与市郎の娘
  - 三男：南部信恩（1678年 - 1707年）
- 側室：糸女（慶雲院） - 椎名氏
  - 女子：艶姫（瑞嶺院） - 黒田宣政正室